# Bayerische Verfassungsgeschichte
Die Betrachtung Bayerischer Verfassungsgeschichte umfasst zwei Dimensionen: Im engeren Sinne eines Verfassungsrechts beginnt sie 1808 mit einer ersten „Konstitution“, der 1818 die „Verfassung für das Königreich Bayern“ folgte, und führt über die „Bamberger Verfassung“ von 1919 bis zur noch heute gültigen „Verfassung des Freistaates Bayern“. Im weiteren Sinne eines Verfassungsgeschehens (E. R. Huber) gab es auch in vorkonstitutioneller Zeit eine Verfassungsgeschichte.

## Vorkonstitutionelle Ära
Seit 1180 lag die Landesherrschaft über Bayern bei den Wittelsbachern. Im Jahre 1623 gelang den Wittelsbachern die Erlangung der Kurfürstenwürde.
Ein erstes bayerisches Parlament, der  Landesdefensionskongress, tagte im Dezember 1705 im damals noch bayerischen Braunau am Inn.
1806 wurde Bayern als Bündnispartner Napoleons zum Königreich proklamiert.

## Konstitution 1808
Die Bayerische Konstitution von 1808 war die erste schriftlich niedergelegte verfassungsmäßige Grundlage des Königreichs Bayern. Sie garantierte die Grundrechte und führte als erste eine moderne Volksvertretung in einem deutschen Staat ein. Da die Beteiligungsrechte allerdings beschränkt waren, spricht die Forschung teilweise auch von einem Scheinkonstitutionalismus. Im Mittelpunkt standen gesellschaftliche Reformen, unter anderem wurden die Privilegien des Adels eingeschränkt und die allgemeine Religionsfreiheit eingeführt. Das Lehnswesen und die Zünfte wurden abgeschafft und somit die Gewerbefreiheit garantiert. Zum ersten Mal gab es nun auch Fachminister für Innen-, Außen-, Finanz-, Justiz- und Kriegspolitik.

## Die Verfassung von 1818

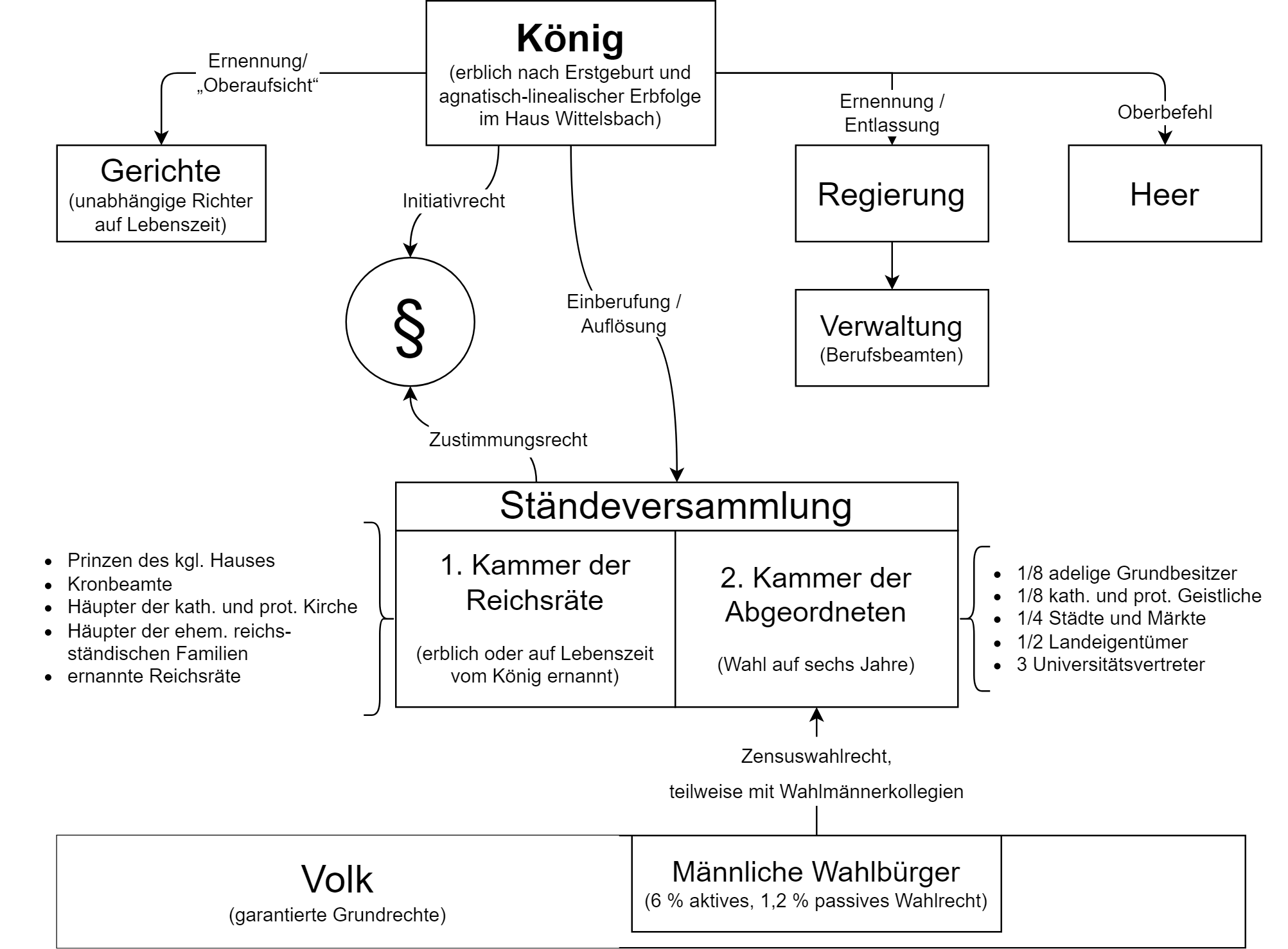
Schematische Darstellung der Verfassung von 1818

Die Verfassung des Königreichs Bayern von 1818 wurde, ganz im Sinne des monarchischen Prinzips, vom König oktroyiert. Sie statuierte keine Demokratie im modernen Sinne, vermochte aber ein tragfähiges Zusammenwirken von König und Landtag zu bewirken und somit eine konstitutionelle Monarchie zu verwirklichen. Schon zuvor hatte die bayerische Staatsorganisation unter Maximilian von Montgelas (1759–1838) zahlreiche Reformen erfahren, die den Boden für die neue Verfassung bereiteten. Diese blieb – mit einigen Modifikationen – rund hundert Jahre in Kraft. Etliche wichtige Änderungen fanden freilich nicht im Verfassungstext ihren Niederschlag, sondern wurden teils auf der Ebene der Gesetzgebung (Gesetzesinitiative des Landtags, Verfassungsgerichtsbarkeit, Wahlrecht), teils durch die Verfassungspraxis vollzogen.
Der Wandel zur parlamentarischen Monarchie auf der Grundlage der am 2. November 1918 beschlossenen Verfassungsreform kam infolge des Umsturzes vom 7. November nicht mehr zustande.

## Die Verfassung von 1919
Nachdem sowohl die Paulskirchenverfassung von 1848 als auch die Reichsverfassung von 1871 die bayerische Verfassung relativ unangetastet ließen, kam das faktische und rechtliche Ende durch die Novemberrevolution 1918 des Jahres 1918. König Ludwig III. floh, Kurt Eisner rief in der Nacht zum 8. November 1918 die Republik aus. Am 12. November in der Anifer Erklärung entband König Ludwig III. die bayerischen Staatsbeamten ihres Treueeids. Bei den Landtagswahlen im Januar 1919 gingen die Bayerische Volkspartei BVP und die Mehrheits-SPD als Sieger hervor. Eisners USPD erlitt hingegen mit lediglich 2,5 % aller Stimmen eine vernichtende Niederlage. Kurt Eisner wurde allerdings auf dem Weg zur konstituierenden Sitzung des neuen Landtags erschossen, mit seiner Rücktrittsrede in der Tasche, worauf nach einer weiteren Schießerei im Landtag ein anarchistisch-sozialistisch orientierter Zentralrat die Macht übernahm, der im April eine Räterepublik ausrief.
Infolgedessen flohen die Staatsregierung unter Johannes Hoffmann und der Landtag nach Bamberg, wo die Verfassungsgebung in die Wege geleitet wurde, die am 15. September 1919 ihren Abschluss fand. Nachdem Reichswehr und bayerische Truppen die Räterepublik aufgelöst hatten, konnte die neue Verfassung – die sogenannte Bamberger Verfassung – bis zum Jahr 1933 stabile politische Verhältnisse garantieren. Bis zur nationalsozialistischen Machtergreifung wurde Bayern von bürgerlichen Koalitionsregierungen unter den Ministerpräsidenten Kahr, Lerchenfeld, Knilling und Held regiert. Letzteren zwang die Reichsregierung unter Adolf Hitler im März 1933 zum Rücktritt und setzte einen Reichsstatthalter ein. Die Gleichschaltungsgesetze vom März und April 1933 und das „Gesetz über den Neuaufbau des Deutschen Reiches“ vom Januar 1934 bedeuteten das vorläufige Ende bayerischer Staatlichkeit.

## Die Entstehung der Verfassung des Freistaates Bayern von 1946
Nachdem schon Anfang 1946 Gemeindewahlen stattgefunden hatten, wurde Wilhelm Hoegner (SPD) beauftragt, einen vorbereitenden Verfassungsausschuss zu bilden, dem sieben Politiker aus CSU, SPD und KPD angehörten. Einflussreich wirkte sich die beratende Funktion des Staatsrechtslehrers Hans Nawiasky aus. Dem Vorentwurf wurde von Seiten der Amerikaner keine Einwände entgegengesetzt, so dass die im Juni 1946 gewählte verfassungsgebende Landesversammlung, in der die CSU über die absolute Mehrheit verfügte, den Vorentwurf ohne wesentliche Änderungen mit mehr als zwei Dritteln der Stimmen annehmen konnte. Die von den Amerikanern forcierte Volksabstimmung erbrachte eine Zustimmung von über 70 % der Stimmberechtigten. Nach Ausfertigung durch Ministerpräsident Hoegner und Verkündung trat die noch geltende Verfassung des Freistaates Bayern am 8. Dezember 1946 in Kraft.